# Ярлы Ладе

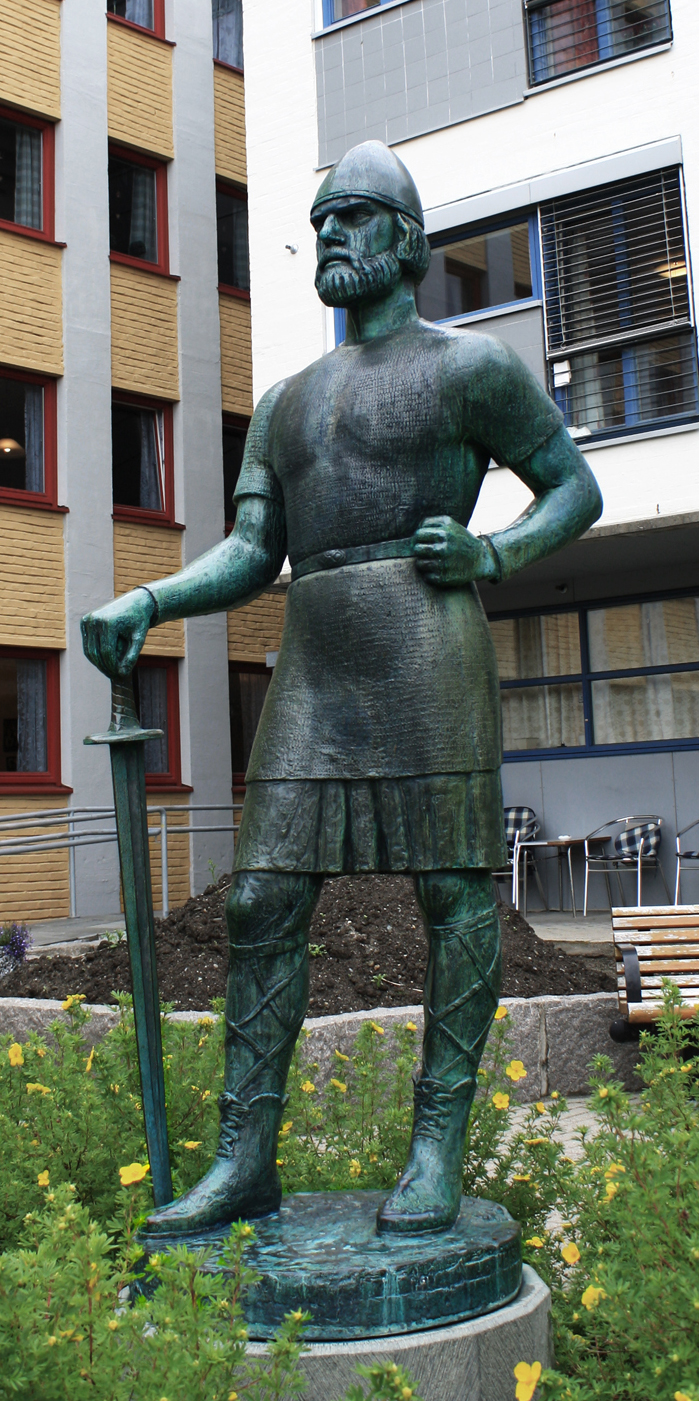
«Ярл Ладе» («Ladejarlen»), скульптура Харальда Самуэльсена (1930), установленная в Тронхейме

Ярлы Ладе (норв. ladejarler) или Хладира (др.-сканд. Hlaðir) — средневековый норвежский род, существовавший в IX—XI веках. Владели обширными областями в Норвегии (части территорий современных губерний Трёнделаг и Холугаланд), а главной резиденцией рода было поместье Ладе (Ладе Гаард) (или Хладир), расположенное возле тогдашней столицы страны Тронхейма (ныне — в черте города, в восточной части на границе с Тронхеймс-фьордом.).
Первым ярлом Ладе был Хакон Грьотгардссон, сподвижник и тесть первого великого конунга (короля) единой Норвегии Харальда Прекрасноволосого. Харальд в обмен на помощь, предоставленную Хаконом Грьотгардссоном, женился на его дочери и даровал ему титул ярла Фьордов, своей резиденцией Хакон избрал поместье Ладе (Хладир). С 970 по 1015 год (с перерывом в 995—1000 годах) и с 1028 по 1029 или 1030 год хладирские ярлы были фактическими правителями Норвегии от имени датских королей.

## История рода

### На службе норвежских конунгов
Предки Хакона Грьотгардссона правили в Сёр-Трёнделаге, резиденцией ярлов был Эрланн (Ирьяр; др.-сканд. Yrjar). В 860-х годах, когда конунг Харальд I Прекрасноволосый задумал объединить Норвегию под своей властью, ярл Хакон пришел к нему на помощь с дружиной, что позволило захватить владения Гаулардаль и Стринду. Харальд I поручил ярлу Хакону править в Стринде. Впоследствии Харальд с помощью войск Хакона захватил всё владение Тронхейм.
Согласно «Саге о Харальде Прекрасноволосом», именно великий конунг в Тронхейме «устроил свою самую большую и главную усадьбу — Хладир». В ту же зиму, когда была основана усадьба (это произошло между 860 и 870 годом, но точная дата неизвестна), Харальд женился на Асе, дочери Хакона Грьогардссона. В саге не уточняется, была ли одним из условий свадьбы передача усадьбы Хакону, но после этого автор саги уже называет его «ярлом из Хладира». После захвата Фьордов, Харальд I поставил Хакона ярлом этого владения. В саге сказано, что «Хакон сын Грьотгарда, ярл из Хладира, правил всем Трандхеймом, когда Харальд конунг был в другой части страны».
В составе войск Харальда I Хакон или члены его семьи участвовали в битве у Сольскеля и битве у Фьялера. В первой битве погибли сыновья Хакона, Грьотгард и Херлауг. Во второй — в противостоянии с ярлом Атли Тощим — погиб сам Хакон. Его наследником стал один из младших сыновей, Сигурд Хаконссон. «Сага о Хаконе Добром» и «Сага о Харальде Серая Шкура» называют Сигурда одним из правителей Норвегии. В первой из указанных саг Сигурд назван «самым мудрым человеком в Норвегии». Во второй он назван одним из четырех самых влиятельных правителей в Норвегии (наряду с Трюггви Олафссоном, Гудрёдом Бьёрнссоном и самим Харальдом Серой Шкурой. Сигурд был советником при короле Хаконе Добром, который сделал ярла правителем Трёнделага.

### Война с Харальдом Серой Шкурой
После прихода к власти Харальда Серой Шкуры, он с братьями пытался примириться и заключить союз с Сигурдом, но мать Харальда, Гуннхильд Мать Конунгов, была недовольна тем, что ее сыновья позволяют ярлу Сигурду владеть такой большой территорией. Осенью 962 года по приказу Харальда Серой Шкуры Сигурд Хаконссон и его сторонники были сожжены в Эгло (современная деревня Скафталь), при этом в сговор с конунгом вступил Грьотгард, младший брат Сигурда.
Сразу же после убийства Сигурда ярлом в Трёндалаге был избран его сын Хакон (будущий Хакон Могучий), под знамена которого стали стекаться все, кто был недоволен правлением Харальда Серой Шкуры и его братьев. Война между Хаконом и Харальдом длилась три года и окончилась соглашением, по которому за Хаконом признавались владения его отца. Однако вскоре война возобновилась. В ходе противостояния Хакон отправился ко двору датского короля Харальда Синезубого и заключил с ним союз против Серой Шкуры. Около 970 года в морском сражении между норвежцами и датчанами войско Харальда Серой Шкуры было разбито, а сам норвежский конунг погиб.

### Правители Норвегии на службе Дании
Норвегия перешла под власть датской короны. Харальд Синезубый назначил своим наместником в стране ярла Хакона Могучего. С этого времени начинается период фактического правления в Норвегии хладирских ярлов.
Несмотря на то, что Хакон был лишь наместником, он вел политику, как полноценный, самостоятельный правитель. В первые годы правления он расправился с оппозицией в лице братьев Харальда Серой Шкуры. Он также оказывал поддержку Харальду Синезубому, но отношения между хладирским ярлом и датским королем оказались под угрозой после 974 года, когда Оттон II Рыжий, император Священной Римской империи, заставил Харальда и его подданных принять и признать христианское крещение. Хакон, несмотря на формальную процедуру, вновь обратился к язычеству, вернувшись в Норвегию. В начале 980-х годов противостояние между Харальдом Синезубым и Хаконом Могучим перешло в стадию открытого противостояния, Харальд разорил земли Хакона. В 986 году Харальд Синезубый умер. Новый король Дании Свен I Вилобородый был язычником, поэтому ему удалось восстановить отношения с Хаконом. Хладирский ярл снова стал править от имени датского короля.
В конце 980-х годов правлением Хакона Могучего стали недовольны норвежские бонды. Он начал распутничать, чем вызвал рост недовольства среди населения. В то же время распространились слухи о том, что «за морем» жив Олаф Трюггвасон, правнук Харальда I Прекрасноволосого и представитель династии Хорфагеров. Олаф начал поход против Хакона, поддержанный многими норвежцами. В итоге, бежавший Хакон Могучий был убит своим рабом Тормодом Карком (что, впрочем, не помогло последнему — он был казнен за предательство господина).
С 995 по 1000 год Норвегией правил Олаф Трюггвасон.
Двое сыновей Хакона Могучего — Эйрик Хаконссон и Свейн Хаконссон — в это время находились в оппозиции. Они оба жили в Швеции у короля Олафа Шётконунга, который выдал свою дочь Хольмфриду за Свейна Хаконссона. В итоге был заключен трехсторонний союз между Данией, Швецией и хладирскими ярлами. Итогом действий этого союза стала битва у Свольдера, в которой погиб Олаф Трюггвасон. Норвегия оказалась разделена на части: первая отошла под непосредственную власть Дании, на второй от имени датского короля правил Эйрик Хаконссон, на третьей от имени шведского короля правил Свейн Хаконссон.
В 1014 году король Дании Свен Вилобородый умер. Его наследником стал Харальд II, который наместника в Норвегии не назначал. Второй сын Свена, Кнуд, отправился в поход в Англию, к которому присоединился норвежский правитель Эйрик Хаконссон, оставив свои земли в управление сыну, Хакону Эйрикссону. Уход Эйрика и основных датских сил в Англию заставил активизироваться противников власти датских королей. Они пригласили в Норвегию Олафа Харальдссона, потомка Харальда Прекрасноволосого, еще одного представителя династии Хорфагеров. В 1015 году он объявил себя великим конунгом (королем) Норвегии, а в 1016 году разбил войска ярла Свейна Хаконссона в битве у Несьяра. Свейн бежал в Швецию, а Хакон Эйрикссон — в Англию.
До конца 1020-х годов ярлы Эйрик и Хакон находились в Англии, имея разные титулы. Ярл Эйрик Хаконссон получил от короля Кнуда титул эрла Нортумбрии, а Хакон — эрла Вустера и затем — короля Островов. Около 1024 года Эйрик умер, и Хакон стал последним хладирским ярлом.
К 1028 году знать, приведшая к власти Олафа II в Норвегии, оказалась недовольна его правлением (особенно продолжающейся христианизацией и подавлением своеволия бондов). Норвежские бонды снова обратились к королю Кнуду Великому. Он разбил войска Олафа II и назначил своим наместником Хакона Эйрикссона. Но его правление продлилось недолго — в 1029 или 1030 году Хакон, покинувший Норвегию, погиб во время кораблекрушения в проливе Пентленд-Ферт между Оркнейскими островами и Шотландией.

## Список ярлов Ладе
| Имя                                                               | Дата рождения | Дата смерти   | Начало правления                                  | Окончание правления | Семья | Примечания |
| ----------------------------------------------------------------- | ------------- | ------------- | ------------------------------------------------- | ------------------- | --- | --- |
| Хакон Грьотгардссон (др.-сканд. Hákon Grjótgarðsson)              | ок. 838       | ок. 900       | между 860 и 870                                   | 900                 | Сын Грьотгарда Херлаугссона. Имел сыновей Грьогарда, Херлауга (оба погибли в битве у битве у Сольскеля), Сигурда и, возможно, еще одного сына Грьотгарда (в «Саге о Харальде Серая Шкура» упоминается, что в заговоре против ярла Сигурда Хаконссона участвовал его младший брат Грьотгард). Также Хакон имел двоих дочерей: Асу (жену Харальда Прекрасноволосого) и Унн | Первоначально правил в Сёр-Трёнделаге, в 860-х годах стал соратником Харальда Прекрасноволосого, который сделал Хакона ярлом Фьордов и Стринды, своей резиденцией избрал имение Ладе (или Хладир). Погиб в битве у Фьялера |
| Сигурд Хаконссон (др.-сканд. Sigurðr Hákonarson)                  | ок. 895       | 962           | 900                                               | 962                 | Был женат на Бергльот Торирдоттир, дочери Торира Рагнвальдссона, ярла Мёре, и Алоф Харальддоттир, дочери Харальда Прекрасноволосого. Единственный упоминаемый в сагах сын — Хакон Сигурдссон | Один из младших сыновей Хакона Грьотгардссона; друг и советник великого конунга Хакона Доброго, который сделал Сигурда ярлом в Трёнделаге. В сагах назван «самым мудрым человеком в Норвегии». Был убит по приказу великого конунга Харальда Серой Шкуры |
| Хакон Сигурдссон Могучий (др.-сканд. Hákon Sigurðarson hinn ríki) | ок. 935       | 995           | 962                                               | 995                 | Был женат на Торе Скагедоттир, от которой у него было трое детей: Свейн, Хеминг и Бергльот; однако Хакон был известен как «большой женолюб», у него было много детей от разных женщин: Эйрик, Ауд, Рагнхильд, Эрленд, Сигрид, Сигурд, Эрленд, Рамвейг, Хемминг. Наследником Хакона стал Эйрик Хаконссон                                                                  | После убийства отца начал войну с великим конунгом Харальдом Серой Шкурой. В результате нее перешел на сторону датского короля, и с 970 по 995 год был фактическим правителем Норвегии от имени Харальда I Синезубого. Его правление под конец начало вызывать недовольство знати, которая организовала восстание и привела к власти Олафа Трюггвасона. Хакон был убит своим рабом Тормодом Карком |
| Эйрик Хаконссон (др.-сканд. Eiríkr Hákonarson)                    | ок. 957       | ок. 1024      | 995                                               | 1024                | Несмотря на то, что не был рожден в законном браке, именно он наследовал своему отцу. Был женат на Гиде Свендоттир, дочери датского короля Свена I Вилобородого, в браке родился сын Хакон Эйрикссон | С 1000 по 1014 год правил Норвегией от имени датского короля Свена I. Брат Эйрика, Свейн, правил частью норвежских областей от имени шведского короля Олафа Шётконунга, на дочери которого был женат. В 1014 году после смерти Свена I Хакон присоединился к походу его младшего сына Кнуда Великого в Англию и получил от него титул эрла Нортумбрии. Умер в Англии                               |
| Свейн Хаконссон (др.-сканд. Sveinn Hákonarson)                    | неизвестно    | 1016          | 1000 (как ярл Норвегии и вассал шведского короля) | 1015                | Родился в законном браке отца с Торе Скагедоттир, но был младше брата Эйрика и занимал подчиненное положение по отношению к нему. Был женат на Хольмфриде, дочери шведского короля Олафа Шётконунга, имел двух дочерей: Гунхильду и Сигрид | Правил частью Норвегии в 1000-1015 годах как вассал шведского короля. Был разбил Олафом Святым в битве у Несьяра. Бежал в Швецию, намеревался вернуться и продолжить борьбу в Норвегии, но вскоре умер |
| Хакон Эйрикссон (др.-сканд. Hákon Eiríksson)                      | ок. 995       | 1029 или 1030 | 1024                                              | 1029 или 1030       | Был женат на Гуннхильде, но в браке родилась лишь дочь Бодиль. Также известны два незаконнорожденных сына: Ассур и Ульф, их судьба неизвестна | Правил Норвегией в 1014-1015 годах после отъезда отца в Англию, но был побежден Олафом Святым. Бежал в Англию, был эрлом Вустера, затем — королем Островов (под верховной властью Кнуда Великого). С 1028 по 1029 (или по 1030) года снова правил Норвегией как вассал датского короля Кнуда Великого. Погиб, утонув у берегов Шотландии. Последний хладирский ярл                                 |